# Кубок африканських чемпіонів 1979
Кубок африканських чемпіонів 1979 — 15-й розіграш турніру, що проходив під егідою КАФ. Матчі проходили з квітня по 16 грудня 1979 року. Турнір проходив за олімпійською системою, команди грали по два матчі. Усього брали участь 28 команд. Чемпіонський титул уперше здобув камерунський клуб «Юніон Дуала».

## Перший раунд
| Команда 1            | Заг.           | Команда 2              | 1-й матч | 2-й матч |
| -------------------- | -------------- | ---------------------- | -------- | -------- |
| Етуаль дю Конго      | 3:1            | ФК 105 Лібревіль       | 2:0      | 1:1      |
| АСДР Фатіма          | 2:2 (пен. 4:5) | Сілурес                | 1:1      | 1:1      |
| Аль-Аглі (Триполі)   | 1:4            | МК Алжир               | 1:2      | 0:2      |
| Сімба (Дар-ес-Салам) | 5:4            | Муфуліра Вондерерс     | 0:4      | 5:0      |
| Драгонс (Порто-Ново) | 1:5            | Африка Спортс          | 0:2      | 1:3      |
| Горе                 | 3:1            | Гарде Насьональ        | 2:0      | 1:1      |
| Сент:Джозеф Варіорз  | 0:1            | Реал Банжул            | 0:0      | 0:1      |
| Майті Блекпул        | 2:2 (пен. 2:4) | Гартс оф Оук           | 2:0      | 0:2      |
| Дешпортіву ді Мапуту | 3:3 (ч)        | Матлама                | 3:2      | 0:1      |
| Замалек              | 4:1            | Сімба (Лугазі)         | 2:1      | 2:0      |
| Огаден Анбасса       | т. п.          | Бата Буллетс           | —        | —        |
| Кенія Бревер'єс      | —              | Аль-Меррейх (Омдурман) | —        | —        |

Примітки
1. ↑  «Сімба» не з'явився на другий матч.
2. ↑  «Бата Буллетс» знявся з турніру.
3. ↑  Обидві команди відмовилися від участі в турнірі.

## Другий раунд
| Команда 1            | Заг.           | Команда 2      | 1-й матч | 2-й матч |
| -------------------- | -------------- | -------------- | -------- | -------- |
| Етуаль дю Конго      | 2:4            | Горе           | 2:3      | 0:1      |
| Гафія                | 1:1 (пен. 1:0) | Сілурес        | 1:0      | 0:1      |
| МК Алжир             | 2:2 (пен. 1:2) | Юніон Дуала    | 2:0      | 0:2      |
| Сімба (Дар-ес-Салам) | 0:2            | Ракка Роверс   | 0:0      | 0:2      |
| Африка Спортс        | 1:2            | Імана          | 1:0      | 0:2      |
| Гартс оф Оук         | 3:1            | Реал Банжул    | 2:0      | 1:1      |
| Замалек              | т. п.          | Огаден Анбасса | —        | —        |
| Матлама              | без гри        |                |          |          |

Примітки
1. ↑  «Бата Буллетс» знявся з турніру.
2. ↑  Автоматично пройшов до фінального етапу.

## Фінальний етап

### Чвертьфінал
| Команда 1 | Заг. | Команда 2    | 1-й матч | 2-й матч |
| --------- | ---- | ------------ | -------- | -------- |
| Горе      | 2:1  | Ракка Роверс | 2:0      | 0:1      |
| Гафія     | 2:3  | Гартс оф Оук | 2:0      | 0:3      |
| Замалек   | 3:2  | Імана        | 3:1      | 0:1      |
| Матлама   | 1:5  | Юніон Дуала  | 1:3      | 0:2      |

Примітки
1. ↑  Матч зупинений у зв'язку з безладом на трибунах.

### Півфінал
| Команда 1 | Заг. | Команда 2    | 1-й матч | 2-й матч |
| --------- | ---- | ------------ | -------- | -------- |
| Горе      | 2:6  | Гартс оф Оук | 1:2      | 1:4      |
| Імана     | 1:3  | Юніон Дуала  | 1:2      | 0:1      |

## Фінал
| 2 грудня 1979 |

| Гартс оф Оук | 1:0 | Юніон Дуала |
| ------------ | --- | ----------- |
|              |     |             |

| «Аккра», Аккра Глядачів: 65 000 |

| 16 грудня 1979 |

| Юніон Дуала | 1:0 (дч) | Гартс оф Оук |
| ----------- | -------- | ------------ |
|             |          |              |
|             | Пенальті |              |
|             | 5:3      |              |

| «Омніспорт», Яунде Глядачів: 30 000 |

| : | Чемпіон Кубка африканських чемпіонів 1979 [[Файл:Flag of Cameroon.svg\|border\|border\|100px\|Камерун]] Юніон Дуала (1-й титул) |